# Rubén Salazar Gómez
Rubén Salazar Gómez (Bogotà, 22 settembre 1942) è un cardinale e arcivescovo cattolico colombiano, dal 25 aprile 2020 arcivescovo emerito di Bogotà.

## Biografia
Dopo aver frequentato il liceo con indirizzo filosofico nel seminario di Ibagué, si trasferisce a Roma dove segue il corso teologico presso la Pontificia Università Gregoriana ed ottiene la licenza in teologia dogmatica; presso il Pontificio Istituto Biblico consegue poi la licenza in sacra scrittura.
Ricevuta l'ordinazione sacerdotale il 20 maggio 1967, svolge successivamente diversi incarichi, tra i quali quello di direttore del Dipartimento di Pastorale Sociale della Conferenza Episcopale Colombiana.
L'11 febbraio 1992 papa Giovanni Paolo II lo nomina vescovo di Cúcuta. Riceve la consacrazione episcopale il successivo 25 marzo per l'imposizione delle mani dell'allora nunzio apostolico in Colombia, Paolo Romeo.
Il 18 marzo 1999 Giovanni Paolo II lo promuove arcivescovo di Barranquilla.
Nel 2008 è eletto presidente della Conferenza episcopale colombiana, ruolo che svolge fino al 2014.
L'8 luglio 2010 papa Benedetto XVI lo nomina arcivescovo di Bogotà e primate di Colombia in sostituzione del cardinale Pedro Rubiano Sáenz, dimessosi per raggiunti limiti d'età.
Dal maggio 2011 è vice presidente del Consiglio episcopale latinoamericano.
Benedetto XVI lo nomina cardinale presbitero di San Gerardo Maiella nel concistoro ordinario pubblico del 24 novembre 2012.
Dal 13 maggio 2015 al 15 maggio 2019 è presidente del Consiglio episcopale latinoamericano.
Il 25 aprile 2020 papa Francesco ne accoglie la rinuncia per raggiunti limiti d'età.
Il 22 settembre 2022 compie ottant'anni e, in base a quanto disposto dal motu proprio Ingravescentem Aetatem di papa Paolo VI del 1970, esce dal novero dei cardinali elettori e decade da tutti gli incarichi ricoperti in Curia romana.

## Genealogia episcopale e successione apostolica
La genealogia episcopale è:
- Cardinale Scipione Rebiba
- Cardinale Giulio Antonio Santori
- Cardinale Girolamo Bernerio, O.P.
- Arcivescovo Galeazzo Sanvitale
- Cardinale Ludovico Ludovisi
- Cardinale Luigi Caetani
- Cardinale Ulderico Carpegna
- Cardinale Paluzzo Paluzzi Altieri degli Albertoni
- Papa Benedetto XIII
- Papa Benedetto XIV
- Papa Clemente XIII
- Cardinale Enrico Benedetto Stuart
- Papa Leone XII
- Cardinale Chiarissimo Falconieri Mellini
- Cardinale Camillo Di Pietro
- Cardinale Mieczysław Halka Ledóchowski
- Cardinale Jan Maurycy Paweł Puzyna de Kosielsko
- Arcivescovo Józef Bilczewski
- Arcivescovo Bolesław Twardowski
- Arcivescovo Eugeniusz Baziak
- Papa Giovanni Paolo II
- Cardinale Paolo Romeo
- Cardinale Rubén Salazar Gòmez

La successione apostolica è:
- Vescovo Victor Antonio Tamayo Betancourt (2004)
- Vescovo Pedro Manuel Salamanca Mantilla (2015)
- Vescovo Luis Manuel Alí Herrera (2015)
- Vescovo Luis Augusto Campos Flórez (2020)